# Jacinto Freire de Andrade
Jacinto Freire de Andrade (Beja, 1597 — Lisboa, 13 de maio de 1657) foi um sacerdote católico, poeta e historiador. 
A sua obra Vida de Dom João de Castro quarto viso-rei da Índia, publicada em Lisboa no ano de 1651, é considerada a primeira biografia escrita em português, tendo merecido múltiplas reedições e a tradução em várias línguas.

## Biografia
Jacinto Freire de Andrade nasceu na cidade de Beja, no antigo Beco da Esperança, hoje Rua Jacinto Freire de Andrade, topónimo em sua homenagem. Destinado à carreira eclesiástica, estudou Humanidades na Universidade de Évora, partindo depois para Coimbra, em cuja Universidade obteve a 18 de Maio de 1618 o grau de bacharel em Cânones. 

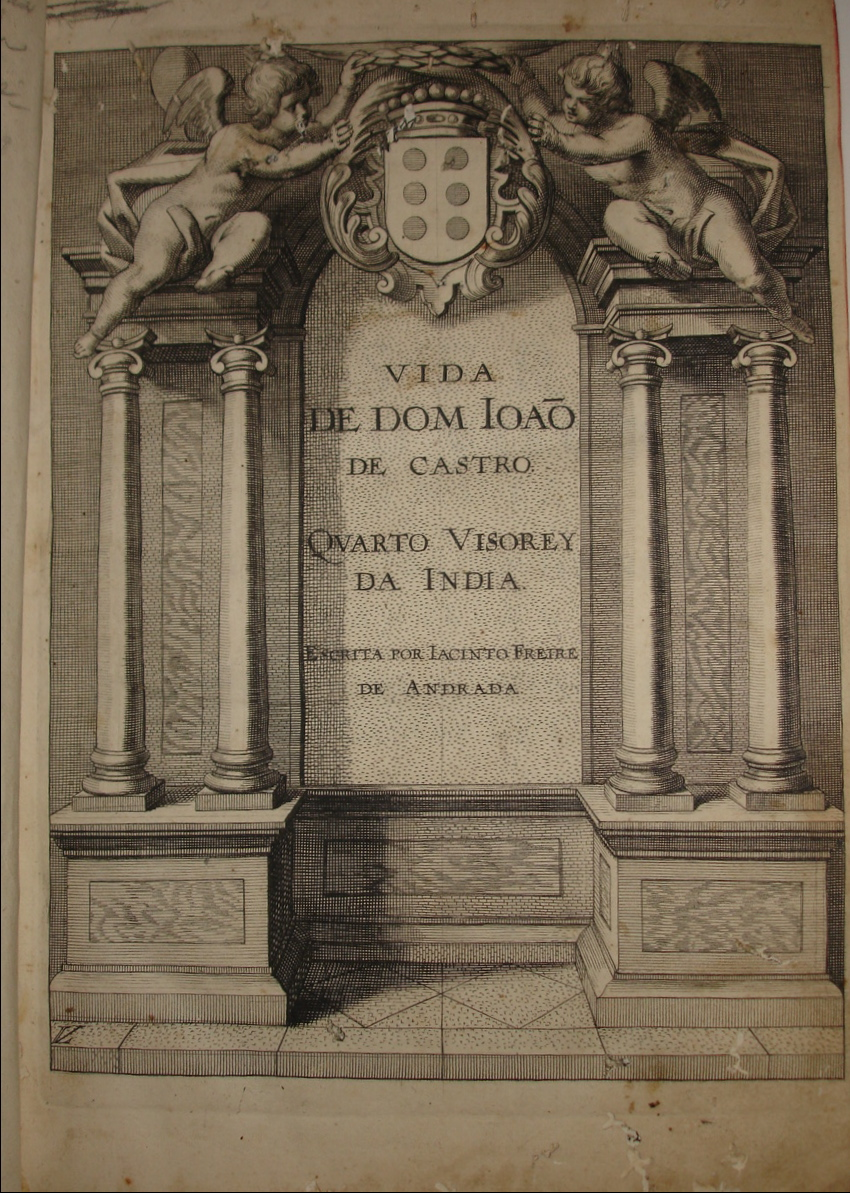
1a edição da Vida de D. João de Castro, Lisboa, 1651

Revelou-se um poeta de mérito, escrevendo sátiras joco-sérias em que ridicularizava o gosto dos seus contemporâneos, aparentemente dirigidas à sociedade castelhana, já que então Portugal e Espanha estavam em união pessoal. 
Foi nomeado abade da Matriz de Nossa Senhora da Assunção de Sambade, no termo de Alfândega da Fé, então de padroado real, permanecendo ali entre 1620 e 1625. Foi então transferido para o lugar de abade de Santa Maria de Chaves.
Mantinha uma relação cordial com a Casa de Bragança, o que o tornou suspeito aos olhos da monarquia filipina. Foi-lhe dada ordem de prisão, mas refugiou-se na abadia de Chaves durante os anos seguintes, apenas dela saindo a caminho de Lisboa após a aclamação de D. João IV de Portugal. Em Lisboa terá sido muito bem recebido pelo rei e pelo malogrado príncipe herdeiro D. Teodósio de Bragança. 
Jacinto Freire de Andrade foi então nomeado professor do príncipe D. Afonso, o futuro rei D. Afonso VI de Portugal, mas recusou o lugar por conhecer os problemas mentais do príncipe. Foi-lhe então oferecido o lugar de bispo da diocese de Viseu, que também recusou, dizendo "que não queria gozar de uma dignidade em leite, pois não podia ser em carne", aparentemente aludindo à falta de reconhecimento pontifício de D. João IV, o que impedia a confirmação da eleição dos bispos. A frase foi considerada uma indecorosa liberdade para com o soberano, que o afastou da corte.
Voltou, poucos anos depois, mantendo a atitude rígida que o fizera perder a confiança real, vivendo retirado e entregue aos seus trabalhos literários até morrer.

## Obras publicadas
Apesar de a maior parte da sua documentação manuscrita se ter perdido num incêndio da sua casa, sabe-se que para além de ter sido autor do manuscrito Origen y progresso de la Casa y Família de Castro, obra ainda por editar, escreveu algumas poesias incluídas na Fénix Renascida, editada em Lisboa no ano de 1718. Publicou as seguintes obras:
- Vida de Dom João de Castro quarto viso-rei da Índia, Lisboa, 1651. A obra teve múltiplas reedições em Lisboa: 2.ª, 1671; 3.ª, 1703; 4.ª, 1722; 5.ª, 1736; 6.ª, 1747; 7.ª, 1779; 8.ª 1804; e 9.ª, 1818. Foi também editada em Madrid (1804) e Pernambuco (1844). Teve também várias traduções, entre as quais uma em língua inglesa, pelo diplomata e tradutor Sir Peter Wyche (Londres, 1664) e uma em latim, por Francisco Maria del Rosso, S. J., (Roma, 1727). Em 1835 a Academia Real das Ciências de Lisboa publicou-a com o título Vida de D. João de Castro, impressa conforme a primeira edição de 1651, acompanhada por notas com documentos originais e inéditos por Francisco de São Luís, edição que foi reproduzida em Paris no ano de 1837.
- Portugal restaurado, publicado em Lisboa sem nome ou data, obra que é uma tradução da Lusitanae Vindicatae, de D. Manuel da Cunha;

O genealogista Eduardo de Campos de Castro de Azevedo Soares (Carcavelos) afirma que Jacinto Freire de Andrade também teria sido autor das Linhagens de Fidalgos de Portugal, manuscrito com numerosas árvores genealógicas.